# Теплотехніка
Теплотехніка — загальнотехнічна дисципліна, яка вивчає методи отримання перетворення, передачі та використання теплоти, а також принцип дії і конструктивні особливості тепло- та парогенераторів теплових машин, агрегатів і пристроїв.
Отже, процеси нагрівання чи охолодження, які відбуваються в закритих середовищах та обладнанні — вивчає теплотехніка.

## Теоретичні основи теплотехніки
Теоретичними розділами теплотехніки, в яких досліджуються закони перетворення та властивості теплової енергії, а також процеси поширення теплоти є:
- Технічна термодинаміка
- Механіка рідини
- Теорія теплообміну
  - Масоперенос (конвекція)
- Теорія горіння

В термодинаміці розглядаються властивості макроскопічних систем, що знаходяться в стані термодинамічної рівноваги, і процеси переходу між цими станами. Рівноважний стан повністю характеризується невеликим числом фізичних параметрів. Наприклад, стан однорідних рідини або газу визначається завданням двох із трьох величин: температури, об'єму, тиску (див. рівняння Клапейрона , рівняння Ван-дер-Ваальса). Енергетична еквівалентність теплоти і роботи встановлюється першим законом термодинаміки. Другий закон термодинаміки визначає макроскопічну незворотність процесів, що протікають зі скінченною швидкістю, і лімітує максимальне значення ККД при перетворенні теплоти в роботу.
Теплопередача вивчає теплообмін (процеси переносу тепла) між теплоносіями через розділяючий простір або тверду стінку,— через поверхню розділу між ними. У теплотехнічних пристроях теплота може передаватися променистим теплообміном, конвекцією, теплопровідністю.
Променистий теплообмін (теплообмін випромінюванням) характерний для камер згоряння, а також для деяких печей. Загальна енергія, яку випромінюється яким не-будь тілом, пропорційна температурі тіла в четвертому ступені (див. закон Стефана — Больцмана випромінювання). При даній температурі найбільшу кількість енергії віддає абсолютно чорне тіло. Реальні тіла характеризуються випромінюваною здатністю (інтегральною або спектральною), що показує, яку частку від енергії абсолютно чорного тіла випромінює дане тіло (у всьому діапазоні хвиль або у вузькій смузі, що відповідає певній довжині хвилі) при тій же температурі. Інтегральна випромінювальна здатність твердих тіл звичайно лежить в межах від 0,3 до 0,9. Гази при нормальних температурах мають дуже малу випромінювальну здатність, яка зростає зі збільшенням товщини випромінювального шару.
Теплообмін конвекцією здійснюється в рідинах, газах або сипких середовищах потоками речовини. За допомогою конвекції ведеться нагрівання або охолодження рідин або газів в різних теплотехнічних пристроях, наприклад, в повітронагрівнику та економайзері котлів. Теплообмін конвекцією найхарактерніший для випадку омивання твердої стінки турбулентним потоком рідини або газу. При цьому теплота до стінки або від неї переноситься за рахунок турбулентного перемішування потоку (див. турбулентна течія). Інтенсивність цього процесу характеризується коефіцієнтом тепловіддачі. Див також Конвективний теплообмін.
Теплообмін теплопровідністю характерний для твердих тіл і для ламінарних потоків рідини і газу (див. Ламінарна течія), що омивають тверду стінку. Теплота при цьому переноситься в результаті мікроскопічного процесу обміну енергією між молекулами чи атомами тіла. На практиці процес переносу теплоти часто обумовлюється спільною дією перелічених видів теплообміну.

## Вчені
У розвитку теплотехніки та її теоретичних основ велика заслуга належить російським вченим.
Д. І. Менделєєв провів фундаментальні роботи з теорії теплоємності і встановив існування для кожної речовини критичної температури. М. В. Ломоносов створив основи молекулярно-кінетичної теорії речовини і встановив взаємозв'язок між тепловою та механічною енергією.

## В Україні
В Україні дослідження з теплотехніки проводять:
- Інститут технічної теплофізики НАН України,
- Інститут електродинаміки НАН України,
- Інститут проблем машинобудування імені А. М. Підгорного НАН України.

## Застосування
- Обладнання в опаленні, вентиляції та кондиціювання повітря
- Охолодження комп'ютерних чипів
- Конструкція котлів
- Сонячне опалення та багато ін.

### Українською
1. Константінов С. М., Панов Є. М. Теоретичні основи теплотехніки: підручник. — К. : Золоті ворота, 2012. — 592 с. — ISBN 978-966-2246-24-7. (укр.)
2. Драганов Б.Х. Теплотехніка: підручник для студ. вищих техн. навч. закл. — К. : ІНКОС, 2005. — 504 с. — ISBN 966-8347-23-4. (укр.)
3. Гнатишин Я.М., Криштапович В.І. Теплотехніка: Навч. посіб. — К. : Знання, 2008. — 364 с. — ISBN 978-966-346-413-8. (укр.)
4. Швець І. Т., Кіраковський Н. Ф. Загальна теплотехніка та теплові двигуни. — К. : Вища школа, 1977. — 269 с. (укр.)

### Іншими мовами
1. Deborah A. Kaminski; Michael K. Jensen (2011). Introduction to Thermal and Fluids Engineering (вид. 1). Wiley. ISBN 978-1118103487. (англ.)
2. М. М. Лариков, «Теплотехника» М.: Стройиздат, 1985. (рос.)
3. Исаченко В. П., Осипова В. А., Сукомел А. С. Теплопередача, 3 изд., М., 1975. (рос.)
4. Хазен М. М., Казакевич Ф. П., Грицевский М. Е. Общая теплотехника, М., 1966. (рос.)
5. Кириллин В. А., Сычев В. В., Шейндлин А. Е. Техническая термодинамика, 2 изд., М., 1974. (рос.)
6. Стырикович М. А., Мартынова О. И., Миропольский З. Л. «Процессы генерации пара на электростанциях», М., 1969. (рос.)